# Indian Wells Open 2022 - Qualificazioni singolare maschile
Le qualificazioni del singolare maschile dell'Indian Wells Open 2022 sono state un torneo di tennis preliminare per accedere alla fase finale della manifestazione. I vincitori dell'ultimo turno sono entrati di diritto nel tabellone principale. In caso di ritiro di uno o più giocatori aventi diritto a giocare nel tabellone principale, a questi sono subentrati i lucky loser, ossia i giocatori che avevano la classifica migliore tra quelli che hanno perso nel turno finale.

## Teste di serie
1. John Millman (ultimo turno)
2. João Sousa (ultimo turno)
3. Holger Rune (qualificato)
4. Kevin Anderson (primo turno)
5. Marco Cecchinato (primo turno)
6. Yoshihito Nishioka (ultimo turno)
7. Thanasi Kokkinakis (qualificato)
8. Jaume Munar (qualificato)
9. Francisco Cerúndolo (primo turno)
10. Denis Kudla (ultimo turno)
11. Daniel Elahi Galán (ultimo turno)
12. Tarō Daniel (qualificato)

1. Feliciano López (primo turno)
2. Radu Albot (primo turno)
3. Stefan Kozlov (ultimo turno)
4. Andreas Seppi (primo turno)
5. Liam Broady (qualificato)
6. Aleksandar Vukic
7. Mats Moraing (ultimo turno, ritirato)
8. Vasek Pospisil (ultimo turno)
9. Elias Ymer (primo turno)
10. Philipp Kohlschreiber (qualificato)
11. Emilio Gómez (primo turno)
12. Bjorn Fratangelo (primo turno)

## Qualificati
1. Tennys Sandgren
2. Christopher Eubanks
3. Holger Rune
4. Liam Broady
5. Tomáš Macháč
6. Michail Kukuškin

1. Thanasi Kokkinakis
2. Jaume Munar
3. Shang Juncheng
4. Philipp Kohlschreiber
5. Jeffrey John Wolf
6. Tarō Daniel

## Tabellone

### Legenda
| - Q = Qualificato - WC = Wild card - LL = Lucky loser | - ALT = Alternate - SE = Special Exempt - PR = Protected Ranking | - w/o = Walkover - r = Ritirato - d = Squalificato |

### Sezione 1
|  | Primo turno | Primo turno      | Primo turno  | Primo turno | Primo turno |  |  | Ultimo turno | Ultimo turno    | Ultimo turno | Ultimo turno | Ultimo turno |  |
|  |             |                  |              |             |             |  |  |              |                 |              |              |              |  |
|  | 1           | John Millman     | John Millman | 6           | 6           |  |  |              |                 |              |              |              |  |
|  | WC          | Brandon Holt     | Brandon Holt | 4           | 0           |  |  | 1            | John Millman    | 63           | 7            | 7            |  |
|  |             | Tennys Sandgren  | 4            | 6           | 6           |  |  |              | Tennys Sandgren | 7            | 68           | 65           |  |
|  | 24          | Bjorn Fratangelo | 6            | 4           | 2           |  |  |              |                 |              |              |              |  |

### Sezione 2
|  | Primo turno | Primo turno         | Primo turno | Primo turno | Primo turno |  |  | Ultimo turno | Ultimo turno        | Ultimo turno        | Ultimo turno | Ultimo turno |  |
|  |             |                     |             |             |             |  |  |              |                     |                     |              |              |  |
|  | 2           | João Sousa          | 5           | 7           | 7           |  |  |              |                     |                     |              |              |  |
|  |             | Max Purcell         | 7           | 65          | 64          |  |  | 2            | João Sousa          | João Sousa          | 64           | 64           |  |
|  |             | Christopher Eubanks | 4           | 6           | 7           |  |  |              | Christopher Eubanks | Christopher Eubanks | 7            | 7            |  |
|  | 13          | Feliciano López     | 6           | 3           | 5           |  |  |              |                     |                     |              |              |  |

### Sezione 3
|  | Primo turno | Primo turno      | Primo turno | Primo turno | Primo turno |  |  | Ultimo turno | Ultimo turno  | Ultimo turno  | Ultimo turno | Ultimo turno |  |
|  |             |                  |             |             |             |  |  |              |               |               |              |              |  |
|  | 3           | Holger Rune      | 6           | 3           | 6           |  |  |              |               |               |              |              |  |
|  |             | Mitchell Krueger | 4           | 6           | 3           |  |  | 3            | Holger Rune   | Holger Rune   | 6            | 6            |  |
|  | WC          | Sebastian Sec    | 3           | 7           | 2           |  |  | 15           | Stefan Kozlov | Stefan Kozlov | 4            | 2            |  |
|  | 15          | Stefan Kozlov    | 6           | 64          | 6           |  |  |              |               |               |              |              |  |

### Sezione 4
|  | Primo turno | Primo turno           | Primo turno | Primo turno | Primo turno |  |  | Ultimo turno | Ultimo turno          | Ultimo turno          | Ultimo turno | Ultimo turno |  |
|  |             |                       |             |             |             |  |  |              |                       |                       |              |              |  |
|  | 4           | Kevin Anderson        | 6           | 2           | 2           |  |  |              |                       |                       |              |              |  |
|  |             | Christopher O'Connell | 3           | 6           | 6           |  |  |              | Christopher O'Connell | Christopher O'Connell | 67           | 0            |  |
|  |             | Ramkumar Ramanathan   | 2           | 6           | 4           |  |  | 17           | Liam Broady           | Liam Broady           | 7            | 6            |  |
|  | 17          | Liam Broady           | 6           | 3           | 6           |  |  |              |                       |                       |              |              |  |

### Sezione 5
|  | Primo turno | Primo turno      | Primo turno      | Primo turno | Primo turno |  |  | Ultimo turno | Ultimo turno   | Ultimo turno | Ultimo turno | Ultimo turno |  |
|  |             |                  |                  |             |             |  |  |              |                |              |              |              |  |
|  | 5           | Marco Cecchinato | Marco Cecchinato | 1           | 2           |  |  |              |                |              |              |              |  |
|  |             | Illja Marčenko   | Illja Marčenko   | 6           | 6           |  |  |              | Illja Marčenko | 7            | 3            | 3            |  |
|  |             | Tomáš Macháč     | Tomáš Macháč     | 6           | 7           |  |  |              | Tomáš Macháč   | 5            | 6            | 6            |  |
|  | 14          | Radu Albot       | Radu Albot       | 4           | 5           |  |  |              |                |              |              |              |  |

### Sezione 6
|  | Primo turno | Primo turno        | Primo turno      | Primo turno | Primo turno |  |  | Ultimo turno | Ultimo turno       | Ultimo turno       | Ultimo turno | Ultimo turno |  |
|  |             |                    |                  |             |             |  |  |              |                    |                    |              |              |  |
|  | 6           | Yoshihito Nishioka | 6                | 3           | 6           |  |  |              |                    |                    |              |              |  |
|  |             | Hugo Grenier       | 1                | 6           | 4           |  |  | 6            | Yoshihito Nishioka | Yoshihito Nishioka | 2            | 64           |  |
|  |             | Michail Kukuškin   | Michail Kukuškin | 6           | 6           |  |  |              | Michail Kukuškin   | Michail Kukuškin   | 6            | 7            |  |
|  | 16          | Andreas Seppi      | Andreas Seppi    | 2           | 4           |  |  |              |                    |                    |              |              |  |

### Sezione 7
|  | Primo turno | Primo turno        | Primo turno        | Primo turno | Primo turno |  |  | Ultimo turno | Ultimo turno       | Ultimo turno       | Ultimo turno | Ultimo turno |  |
|  |             |                    |                    |             |             |  |  |              |                    |                    |              |              |  |
|  | 7           | Thanasi Kokkinakis | Thanasi Kokkinakis | 6           | 6           |  |  |              |                    |                    |              |              |  |
|  |             | Thomas Fabbiano    | Thomas Fabbiano    | 3           | 4           |  |  | 7            | Thanasi Kokkinakis | Thanasi Kokkinakis | 7            | 7            |  |
|  |             | Jahor Herasimaŭ    | 6                  | 4           | 4           |  |  | 20           | Vasek Pospisil     | Vasek Pospisil     | 65           | 5            |  |
|  | 20          | Vasek Pospisil     | 4                  | 6           | 6           |  |  |              |                    |                    |              |              |  |

### Sezione 8
|  | Primo turno | Primo turno      | Primo turno      | Primo turno | Primo turno |  |  | Ultimo turno | Ultimo turno     | Ultimo turno     | Ultimo turno | Ultimo turno |  |
|  |             |                  |                  |             |             |  |  |              |                  |                  |              |              |  |
|  | 8           | Jaume Munar      | Jaume Munar      | 6           | 6           |  |  |              |                  |                  |              |              |  |
|  | WC          | Bruno Kuzuhara   | Bruno Kuzuhara   | 1           | 4           |  |  | 8            | Jaume Munar      | Jaume Munar      | 6            | 6            |  |
|  |             | Salvatore Caruso | Salvatore Caruso | 2           | 2           |  |  | 18           | Aleksandar Vukic | Aleksandar Vukic | 3            | 2            |  |
|  | 18          | Aleksandar Vukic | Aleksandar Vukic | 6           | 6           |  |  |              |                  |                  |              |              |  |

### Sezione 9
|  | Primo turno | Primo turno         | Primo turno         | Primo turno   | Primo turno |  |  | Ultimo turno | Ultimo turno   | Ultimo turno   | Ultimo turno | Ultimo turno |  |
|  |             |                     |                     |               |             |  |  |              |                |                |              |              |  |
|  | 9           | Francisco Cerúndolo | Francisco Cerúndolo | 64            | 4           |  |  |              |                |                |              |              |  |
|  | WC          | Shang Juncheng      | Shang Juncheng      | 7             | 6           |  |  | WC           | Shang Juncheng | Shang Juncheng | 6            |              |  |
|  | PR          | Yannick Maden       | Yannick Maden       | Yannick Maden | 4r          |  |  | 19           | Mats Moraing   | Mats Moraing   | 3            | r            |  |
|  | 19          | Mats Moraing        | Mats Moraing        | Mats Moraing  | 5           |  |  |              |                |                |              |              |  |

### Sezione 10
|  | Primo turno | Primo turno           | Primo turno     | Primo turno | Primo turno |  |  | Ultimo turno | Ultimo turno          | Ultimo turno | Ultimo turno | Ultimo turno |  |
|  |             |                       |                 |             |             |  |  |              |                       |              |              |              |  |
|  | 10          | Denis Kudla           | Denis Kudla     | 6           | 6           |  |  |              |                       |              |              |              |  |
|  |             | Tseng Chun-hsin       | Tseng Chun-hsin | 1           | 4           |  |  | 10           | Denis Kudla           | 6            | 3            | 3            |  |
|  |             | Alex Bolt             | 6               | 4           | 4           |  |  | 22           | Philipp Kohlschreiber | 0            | 6            | 6            |  |
|  | 22          | Philipp Kohlschreiber | 2               | 6           | 6           |  |  |              |                       |              |              |              |  |

### Sezione 11
|  | Primo turno | Primo turno        | Primo turno        | Primo turno | Primo turno |  |  | Ultimo turno | Ultimo turno       | Ultimo turno       | Ultimo turno | Ultimo turno |  |
|  |             |                    |                    |             |             |  |  |              |                    |                    |              |              |  |
|  | 11          | Daniel Elahi Galán | Daniel Elahi Galán | 6           | 7           |  |  |              |                    |                    |              |              |  |
|  |             | Dmitrij Popko      | Dmitrij Popko      | 4           | 5           |  |  | 11           | Daniel Elahi Galán | Daniel Elahi Galán | 63           | 2            |  |
|  | PR          | Jeffrey John Wolf  | Jeffrey John Wolf  | 6           | 6           |  |  | PR           | Jeffrey John Wolf  | Jeffrey John Wolf  | 7            | 6            |  |
|  | 23          | Emilio Gómez       | Emilio Gómez       | 1           | 3           |  |  |              |                    |                    |              |              |  |

### Sezione 12
|  | Primo turno | Primo turno  | Primo turno  | Primo turno | Primo turno |  |  | Ultimo turno | Ultimo turno | Ultimo turno | Ultimo turno | Ultimo turno |  |
|  |             |              |              |             |             |  |  |              |              |              |              |              |  |
|  | 12          | Tarō Daniel  | Tarō Daniel  | 7           | 7           |  |  |              |              |              |              |              |  |
|  | WC          | Emilio Nava  | Emilio Nava  | 5           | 5           |  |  | 12           | Tarō Daniel  | Tarō Daniel  | 6            | 6            |  |
|  |             | Daniel Masur | Daniel Masur | 6           | 7           |  |  |              | Daniel Masur | Daniel Masur | 4            | 2            |  |
|  | 21          | Elias Ymer   | Elias Ymer   | 4           | 5           |  |  |              |              |              |              |              |  |